# Badminton-Juniorenweltmeisterschaft 2022
Die Badminton-Juniorenweltmeisterschaft 2022 fand vom 17. bis zum 30. Oktober 2022 in Santander in Spanien statt. Zuerst wurde während der WM der Teamweltmeister ermittelt, anschließend die Einzelweltmeister.

## Medaillengewinner
| Disziplin    | Gold | Silber | Bronze |
| ------------ | --- | --- | --- |
| Herreneinzel | Kuo Kuan-lin | Sankar Subramanian | Kim Byung-jae |
| Herreneinzel | Kuo Kuan-lin | Sankar Subramanian | Panitchaphon Teeraratsakul |
| Dameneinzel  | Tomoka Miyazaki | Yuan Anqi | Sorano Yoshikawa |
| Dameneinzel  | Tomoka Miyazaki | Yuan Anqi | Ester Nurumi Tri Wardoyo |
| Herrendoppel | Xu Huayu Zhu Yijun | Putra Erwiansyah Patra Harapan Rindorindo | Cho Song-hyun Park Beom-soo |
| Herrendoppel | Xu Huayu Zhu Yijun | Putra Erwiansyah Patra Harapan Rindorindo | Apiluk Gaterahong Witchaya Jintamuttha |
| Damendoppel  | Liu Shengshu Wang Tingge | Meilysa Trias Puspita Sari Rachel Allessya Rose | Rui Kiyama Kanano Muroya |
| Damendoppel  | Liu Shengshu Wang Tingge | Meilysa Trias Puspita Sari Rachel Allessya Rose | Kokona Ishikawa Riko Kiyose |
| Mixed        | Zhu Yijun Liu Shengshu | Liao Pinyi Huang Kexin | Shen Xuanyao Li Qian |
| Mixed        | Zhu Yijun Liu Shengshu | Liao Pinyi Huang Kexin | Yu Hao Qin Huizhi |
| Mannschaft   | Südkorea Cho Hyeon-woo Cho Moon-hee Cho Song-hyun Jang Joon-hee Kim Byung-jae Kim Tae-rim Park Beom-soo Park Sung-ju Choi Kyung-jin Jeong Da-yeon Kim Min-ji Kim Min-seon Kim Ye-ri Ko Hee-joo Park Na-kyung Park Seul | Chinesisch Taipeh Chang Hsuan-yu Chen You-Yu Huang Jui-hsuan Huang Tsung-i Kuo Kuan-lin Ting Yen-chen Tsai Cheng-han Tsai Fu-cheng Wang Hung-Shun Yang Cheng-Hao Nicole Gonzales Chan Chen Yu-Syuan Hsieh Yun-shan Ko Ruo-hsuan Lin Yu-hao Lin Yu-pei Wang Pei-yu Wang Yi-Zhen Yang Chu-yun Yang Zih-Sian | Indonesien Muhammad Reza Al Fajri Putra Erwiansyah Rayhan Fadillah Alwi Farhan Bodhi Ratana Teja Gotama Raymond Indra Daniel Edgar Marvino Zaidan Arrafi Nabawi Rafli Ramanda Prahdiska Bagas Shujiwo Az-Zahra Putri Dania Tasya Farahnailah Anisanaya Kamila Deswanti Hujansih Nurtertiati Felisha Pasaribu Meilysa Trias Puspita Sari Mutiara Ayu Puspitasari Az Zahra Ditya Ramadhani Rachel Allessya Rose Ester Nurumi Tri Wardoyo |
| Mannschaft   | Südkorea Cho Hyeon-woo Cho Moon-hee Cho Song-hyun Jang Joon-hee Kim Byung-jae Kim Tae-rim Park Beom-soo Park Sung-ju Choi Kyung-jin Jeong Da-yeon Kim Min-ji Kim Min-seon Kim Ye-ri Ko Hee-joo Park Na-kyung Park Seul | Chinesisch Taipeh Chang Hsuan-yu Chen You-Yu Huang Jui-hsuan Huang Tsung-i Kuo Kuan-lin Ting Yen-chen Tsai Cheng-han Tsai Fu-cheng Wang Hung-Shun Yang Cheng-Hao Nicole Gonzales Chan Chen Yu-Syuan Hsieh Yun-shan Ko Ruo-hsuan Lin Yu-hao Lin Yu-pei Wang Pei-yu Wang Yi-Zhen Yang Chu-yun Yang Zih-Sian | Japan Seiya Inoue Koya Iwano Haruki Kawabe Sora Ogaki Yudai Okimoto Shunya Ota Shun Saito Osuke Sakurai Kaito Sugawara Daigo Tanioka Hina Akechi Mihane Endo Kokona Ishikawa Rui Kiyama Riko Kiyose Tomoka Miyazaki Kanano Muroya Maya Taguchi Nao Yamakita Sorano Yoshikawa |